# Брандель, Свен
Свен Оке Бертиль Брандель (швед. Sven Åke Bertil Brandel; 16 августа 1898, Стокгольм — 29 августа 1964, Стокгольм) — шведский пианист и музыкальный педагог.
Сын священника Роберта Бранделя (1864—1929), одного из основателей скаутского движения в Швеции. Окончил Королевскую высшую музыкальную школу в Стокгольме (1921), ученик Леннарта Лундберга. Затем совершенствовал своё мастерство в Берлине. В 1924 году получил в Швеции диплом органиста.
Концертировал в скандинавских странах, Германии и Франции, был известен как популяризатор современного репертуара. В 1950 году избран членом Шведской королевской музыкальной академии.
С 1934 года преподавал в Королевской высшей музыкальной школе, с 1955 года профессор. С 1954 года председатель Шведского общества фортепианных педагогов. Среди его учеников Эстер Бодин-Карпе.
Старший брат, Фольке Брандель (1896—1912), также был подававшим надежды пианистом, но погиб, не дожив до 16 лет, в результате неосторожного обращения с оружием. Сын — музыкальный критик Оке Брандель.